# Guillaume Doizy
Pour les articles homonymes, voir Doizy.
Guillaume Doizy, né en 1970, est un spécialiste de l'histoire de la caricature et du dessin de presse.

## Biographie
Guillaume Doizy a étudié les arts appliqués, l'histoire de l'art et l'archéologie. Il publie son premier ouvrage A bas la calotte - La caricature anticléricale et la séparation des Églises et de l’État, rapidement réédité (éd. Alternatives, 2005).
Il fonde en 2007 le site Caricatures&caricature.com visant à promouvoir l'actualité de la recherche sur le dessin de presse et la caricature.
Guillaume Doizy s'intéresse tout particulièrement aux procédés de la caricature, à la mécanique caricaturale. En 2013, il définit les concepts d'identité et de carrière caricaturales permettant d'appréhender le criblage satirique dans son étendue, sa diversité politique et géographique, et dans sa dynamique temporelle.
Ancien membre de l'Eiris, il est coorganisateur avec Jean-Claude Gardes du colloque international Caricature et religion(s) (Brest, mai 2008). Il a organisé plusieurs journées d'études : Les présidents de la République à travers la caricature (2012) ,, La Grande Guerre des dessinateurs de presse (2013), Identités et carrières caricaturales de quelques « grands » de ce monde : pour une modélisation de la satire visuelle (2014), Du dessin de presse en province et dans les colonies (2015), Caricature et communisme (2016). Il participe régulièrement à des tables rondes ou des conférences publiques.
Depuis 2013, G. Doizy poursuit des recherches sur l'iconographie des cartes postales publiées pendant la Grande Guerre en France. L'étude de dizaines de milliers de cartes (recto illustré, verso avec correspondance) vise deux objectifs : cerner la très forte et très rapide évolution de l'iconographie tout au long du conflit et, en s'appuyant sur le contenu des correspondances, analyser la relation entre le discours porté par les images d'un côté, et préoccupations de la population de l'autre (question de la réception et des imaginaires collectifs).
Il est co-directeur de la collection « Charivari » aux Presses universitaires de Rouen et du Havre.
Il a collaboré en 2016/2017 à l'exposition "Dessins assassins, la corrosion antisémite en Europe" au Mémorial de Caen, a publié plusieurs articles sur la caricature antisémite,,et travaille sur la collection de documents antisémites du diamantaire belge Arthur Langerman.
Guillaume Doizy propose une centaine d'expositions itinérantes sur des thèmes variés : intelligence artificielle, droit de vote, droits des femmes, écologie, personnalités (Léon Blum, Jean Jaurès, Georges Clemenceau, Gustave Courbet, Emile Zola, Victor Hugo), des périodes (la IIIe République, la Grande Guerre, la Seconde Guerre mondiale), les médias (cartes postales, presse, presse satirique), des symboles (La Tour Eiffel, Marianne, Nénette et Rintintin), etc.
En 2020, publie aux Éditions de l'échelle du temple un premier roman qui explore l'itinéraire tragique d'un jeune dessinateur de presse pendant la Grande Guerre : Pourquoi ont-ils tué Charlie ?

## Publications
- Marie Denizard féministe, de la Picardie à la Présidence de la République, Ed. Musée du Vermandois, 86 p., 2024.
- Dessin de presse et démocratie, de Daumier aux réseaux sociaux, essai, Editions de l'échelle du temple, 300 p. 2022.
- Pourquoi ont-ils tué Charlie ?, roman, Éditions de l'échelle du temple, 200 p., 2020.
- 39/45, l'autre guerre : information, censure et propagande à la une, en collaboration avec Dominique Foufelle, EPA/Hachette, août 2019.
- Dessins assassins, la corrosion antisémite en Europe, Fayard, 3 janvier 2018.
- "CHARGEZ la caricature contre le chef État", dossier collectif en collaboration avec Pascal Dupuy, numéro 331 de la revue Cahiers d'Histoire, juin 2016.
- Guillaume Doizy et Pascal Dupuy, La Grande guerre des dessinateurs de presse - Postures, itinéraires et engagements de caricaturistes en 1914-1918, Presses Universitaires de Rouen et du Havre, 98 illustrations, 2016.
- Jean-Jaurès, apôtre de la paix, Hugo-Image, 2014, 220 p., en collaboration avec Jean-Luc Jarnier
- « Caricatures de président », Société et représentations no 36, 2013, en co-direction avec Pascal Dupuy, Publications de la Sorbonne, 280 p.
- La Grande Guerre des cartes postales, en collaboration avec Pierre Brouland, Hugo et Cie, 300 p., 2013
- Présidents, poil aux dents - 150 ans de caricatures présidentielles !, en collaboration avec Didier Porte, Flammarion, 225 p., 2012
- Bêtes de pouvoir - Caricatures du XVIe siècle à nos jours, en collaboration avec Jacky Houdré, éd. du Nouveau Monde, 258 p., 600 illustrations, 2010
- Dessin de presse et Internet - Dessinateurs et internautes face à la mondialisation numérique, préface de Jean-Claude Gardes, Eiris - Université de Bretagne Occidentale, 222 p., 2010
- Marianne dans tous ses états, la République en caricature de Daumier à Plantu, Ed. Alternatives, 2008, en collaboration avec Jacky Houdré.
- Coorganisation du colloque Caricature et religion(s), Brest, université de Bretagne occidentale
- Doizy Guillaume (dir.), Gardes Jean-Claude (dir.), Ridiculosa n° 15 - Caricature et religion(s), Brest, Université de Bretagne Occidentale, 2008, 600 p.
- Et Dieu créa le rire, caricature et satire de la Bible, en collaboration avec Jean-Bernard Lalaux, Éditions Alternatives, 2006
- À bas la calotte ; la caricature anticléricale et la séparation des Églises et de l’État, en collaboration avec J-B Lalaux, Éditions Alternatives, 160 pages, 2005
- Les Corbeaux contre la calotte – La lutte anticléricale par l’image à la Belle époque, Éditions Libertaires, 2007  (ISBN 978-2914980470)

Participation
- Alfred Le Petit, Je suis malade, curieux carnets d'un séjour à l'Hôtel-Dieu en 1903-1905, présentés par Guillaume Doizy et Jean-François Le Petit, Ed. Alternatives, 2007[15].